# Paramydas igniticornis
Paramydas igniticornis är en tvåvingeart som först beskrevs av Jacques-Marie-Frangile Bigot 1857.  Paramydas igniticornis ingår i släktet Paramydas och familjen Mydidae. Inga underarter finns listade i Catalogue of Life.